# آدام سالدانا
آدام سالدانا (انگلیسی: Adam Saldana؛ زادهٔ ۷ فوریهٔ ۲۰۰۲) بازیکن فوتبال اهل ایالات متحده آمریکا است.
وی همچنین در تیم‌های ملی فوتبال United States men's national under-17 soccer team بازی کرده‌است.